# Chiesa di San Genesio (Gallicano)
La chiesa di San Genesio è un edificio sacro che si trova in località Cardoso a Gallicano.
L'impianto medievale, testimoniato dalla data 1217 incisa all'esterno, probabile anno di fondazione, è stato quasi totalmente occultato da un intervento settecentesco, riscontrabile all'esterno dall'architrave del portale e dalla soprastante apertura sagomata, e all'interno dal bell'altare maggiore, datato 1722, in marmo, con due angeli a tutto tondo che sorreggono la mensa, e da quelli laterali, in marmo e gesso, coevi.
Fra XIX e XX secolo le pareti della chiesa, a una navata, sono state decorate a finto marmo, la volta con motivi architettonici e il catino absidale con la Madonna che appare ai pastorelli di Fatima, del lucchese Michele Marcucci. Fra le opere, il tabernacolo per gli olii santi, assegnato all'ambito di Matteo Civitali.